# Johann Loreng
Johann Loreng (* 19. März 1893 in Felsberg; † 1975) war ein saarländischer Politiker (Zentrum/CDU).
Nach dem Besuch der Volksschule und des Gymnasiums arbeitete Loreng im landwirtschaftlichen Betrieb seines Großvaters. Er absolvierte eine Ausbildung an einer Landwirtschaftsschule und eine einjährige Fremdlehre. Als Soldat nahm er am Ersten Weltkrieg teil, anschließend machte er sich in Felsberg als Landwirt selbstständig. Er engagierte sich in landwirtschaftlichen Organisationen und wurde als Mitglied der Zentrumspartei in den Kreistag gewählt. Im damals dem Völkerbund unterstellten Saargebiet setzte er sich für eine Rückkehr ins Deutsche Reich ein.
Loreng beantragte am 2. September 1933 die Aufnahme in die NSDAP und wurde rückwirkend zum 1. August desselben Jahres aufgenommen (Mitgliedsnummer 2.689.472). Nach der Eingliederung des Saargebietes ins „Dritte Reich“ wurde er Kreisbauernführer im Reichsnährstand.
Im Anschluss an den Zweiten Weltkrieg wurde Loreng vierzehn Monate lang interniert. In dem nun französisch besetzten Saarland setzte er sich erneut für eine Rückkehr nach Deutschland ein und trat schließlich in die CDU ein. Dem Landtag des Saarlandes gehörte er während der dritten Legislaturperiode (1956–1961) an. Er war dort Mitglied in den Ausschüssen für Ernährung, Landwirtschaft und Jagd sowie wie für Öffentliche Arbeiten und Wiederaufbau. Außerdem gehörte er als Schriftführer dem Landtagspräsidium an.